# 充电周期
充电周期是指可充電的蓄電池从充满电用到电量完全用完，之後再從完全沒電的狀態到充滿電的過程。這一過程也被稱為電池完成一次循環次數。另外如果電池從滿電狀態下用到25%，之後充到滿電，之後用了25%，再繼續充到滿電，此時電池也算是完成一次循環次數。锂电池的寿命取决于充电周期（循環）次數。